# Нова Потидеја
Нова Потидеја (грч. Νέα Ποτείδαια, Неа Потидеја) је приморско насељено место у општини Нова Пропонтида у периферији Средишња Македонија, Грчка. Према попису из 2021. године било је 1.543 становника. Налази се на почетку полуострва Касандра, поред Потидејског канала.
Насеље је некада било манастирски метох. Године 1924. ту је подигнуто ново насеље где је насељено 144 грчких избегличких породица, којих је на попису из 1928. године било 504. Село се раније звало Метох Капу.